# آلبرتو کولومبو
آلبرتو کولومبو (انگلیسی: Alberto Colombo؛ ۲۷ نوامبر ۱۸۸۸ – ۲۴ مارس ۱۹۵۴) رهبر ارکستر، موسیقی‌دان و آهنگساز اهل ایالات متحده آمریکا بود.
از فیلم‌هایی که وی در آن‌ها نقش داشته‌است، می‌توان به در گرداگرد شهر اشاره نمود.